# TVNorge

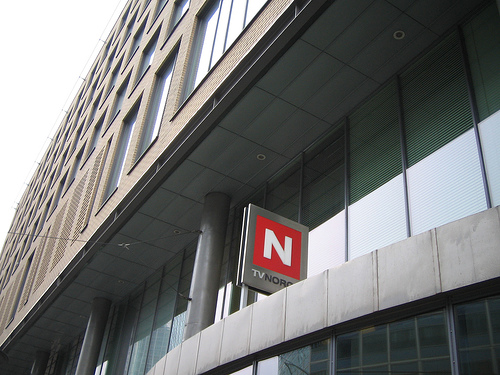
TVNorges huvudkvarter i Oslo

TVNorge (tidigare förkortad TVN) är en norsk TV-kanal. Kanalen började sända 5 december 1988 (Europa (utom Norge)) och var den första reklamfinasierade tv-kanalen i Norge. Kanalen når ut till 88,9 procent av den norska befolkningen och är Norges tredje största TV-kanal sett till antalet tittare.
Kanalen är en del av SBS Broadcasting Group.